# 아이오딘화 메틸
아이오딘화 메틸(영어: methyl iodide) 또는 아이오도메테인(영어: iodomethane)은 메테인의 한 수소가 아이오딘으로 바뀐 물질이다. 밀도가 높고 무색투명한 휘발성 액체로 화학식은 CH3I이다. 자연에서는 쌀 재배시 소량 발생하며, 바닷속에서는 각종 해조류가 매년 214,000톤을 생산한다. 미국에서는 2007년 살충제 및 제초제로 사용이 허가되었으나, 독성 때문에 논란이 지속되고 있다.